# Az-Zurzurijja
Az-Zurzurijja (arab. الزرزورية) – miejscowość w Syrii, w muhafazie Hims. W 2004 roku liczyła 1117 mieszkańców.